# Saison 1954-1955 de la Jeunesse sportive de Kabylie
Maillots
Chronologie
Saison précédente Saison suivante
La saison 1954-1955 fut la neuvième et avant-dernière saison de la JS Kabylie durant l'époque coloniale. Les matchs se déroulèrent essentiellement en division Promotion Honneur de la Ligue d'Alger, en Coupe Forconi ainsi qu'en Coupe de France. Ce fut sa première saison dans cette division, une saison qui la verra terminer quatrième au classement.
La saison débuta traditionnellement avec les tours préliminaires de la Coupe Forconi. Néanmoins, comme la saison passée, son statut d'équipe de Promotion Honneur et de participante à la Coupe de France lui permit d'être exemptée des premiers tours de cette compétition. Elle débuta sa saison par la Coupe de France, au premier tour régionale. Le tirage au sort de la compétition lui donna pour adversaire la formation de Division Honneur de l'O Hussein-Dey, match qui eut lieu le 3 octobre 1955 à Issersville-les-Issers.

## Saison

### Parcours en championnat

#### Calendrier de Promotion Honneur
| Phase aller       | Match 1               | Match 2               | Match 3             | Match 4               | Match 5               | Match 6               | Phase retour    |
| ----------------- | --------------------- | --------------------- | ------------------- | --------------------- | --------------------- | --------------------- | --------------- |
| 12 septembre 1954 | O.M.S.E. / J.S.K.     | U.S.M.M. / E.S.Z.     | R.C.M.C. / G.S.O.   | O.C.B.O.F. / N.A.H.D. | W.R.B. / R.U.A.       | O.L. / J.S.E.B.       | 26 janvier 1955 |
| 26 septembre 1954 | J.S.E.B. / O.M.S.E.   | R.U.A. / O.L.         | N.A.H.D. / W.R.B.   | G.S.O. / O.C.B.O.F.   | E.S.Z. / R.C.M.C.     | J.S.K. / U.S.M.M.     | 30 janvier 1955 |
| 10 octobre 1954   | R.U.A. / U.S.M.M.     | R.C.M.C. / J.S.K.     | O.C.B.O.F. / E.S.Z. | W.R.B. / G.S.O.       | O.L. / N.A.H.D.       | J.S.E.B. / R.U.A.     | 14 février 1955 |
| 17 octobre 1954   | R.U.A. / O.M.S.E.     | N.A.H.D. / J.S.E.B.   | G.S.O. / O.L.       | E.S.Z. / W.R.B.       | J.S.K. / O.C.B.O.F.   | U.S.M.M. / R.C.M.C.   | 20 février 1955 |
| 31 octobre 1954   | O.M.S.E. / R.C.M.C.   | O.C.B.O.F. / U.S.M.M. | W.R.B. / J.S.K.     | O.L. / E.S.Z.         | J.S.E.B. / G.S.O.     | R.U.A. / N.A.H.D.     | 27 février 1955 |
| 14 novembre 1954  | O.M.S.E. / N.A.H.D.   | G.S.O. / R.U.A.       | E.S.Z / J.S.E.B.    | J.S.K. / O.L.         | U.S.M.M. / W.R.B.     | R.C.M.C. / O.C.B.O.F. | 6 mars 1955     |
| 21 novembre 1954  | O.C.B.O.F. / O.M.S.E. | W.R.B. / R.C.M.C.     | O.L. / U.S.M.M.     | J.S.E.B. / J.S.K.     | R.U.A. / E.S.Z.       | N.A.H.D. / G.S.O.     | 27 mars 1955    |
| 28 novembre 1954  | O.M.S.E. / G.S.O.     | E.S.Z. / N.A.H.D.     | J.S.K. / R.U.A.     | U.S.M.M. / J.S.E.B.   | R.C.M.C. / O.L.       | O.C.B.O.F. / W.R.B.   | 3 avril 1955    |
| 5 décembre 1954   | W.R.B. / O.M.S.E.     | O.L. / O.C.B.O.F.     | J.S.E.B. / R.C.M.C. | R.U.A. / U.S.M.M.     | N.A.H.D. / J.S.K.     | G.S.O. / E.S.Z.       | 17 avril 1955   |
| 19 décembre 1954  | O.M.S.E. / E.S.Z.     | J.S.K. / G.S.O.       | U.S.M.M. / N.A.H.D. | R.C.M.C. / R.U.A.     | O.C.B.O.F. / J.S.E.B. | W.R.B. / O.L.         | 24 avril 1955   |
| 26 décembre 1954  | O.L. / O.M.S.E.       | J.S.E.B. / W.R.B.     | R.U.A. / O.C.B.O.F. | N.A.H.D. / R.C.M.C.   | G.S.O. / U.S.M.M.     | E.S.Z. / J.S.K.       | 8 mai 1955      |

#### Phase aller
La JS Kabylie débute donc sa saison le 12 septembre 1954 à l'extérieur au Stade Communal de Saint-Eugène, face à l'OM Saint-Eugène. Durant cette rencontre les premiers à se signaler sont les kabyles par l'intermédiaire de Kouffi qui marquera le premier but de la saison pour son équipe à la trente-sixième minute. Les algérois répondront en seconde période en égalisant à la cinquantième par Bachtari, le score sera inchangé et la partie se terminera sur un score nul d'un but partout. Toutefois à la suite d'une décision du Bureau de la Ligue d'Alger qui constata une irrégularité de l'équipe algéroise de Saint-Eugène, celle-ci décidera comme résultat une victoire de l'équipe de Tizi-Ouzou par pénalité sur le score de trois buts à un comme stipulé dans l'article neuf des règlements généraux.
Le 26 septembre 1954, la JS Kabylie reçoit pour la première fois de la saison au Stade Municipal Arsène Weinman à Tizi Ouzou et accueil l'équipe de l'USM Marengo. Comme lors de la première journée se sont les kabyles qui se signalent les premiers grâce à Kouffi qui marque son second but de la saison. Il intervient à la quinzième minute de jeu à la suite d'un centre d'Iratni Saïd. Néanmoins malgré cet avantage à la marque, la JSK recule et concède l'égalisation à la quatre-vingtième minute où Bouanène sur un centre de Ferat lobe astucieusement le keeper kabyle Abtouche qui ne peut rien faire.
La journée suivante face aux damiers du RC Maison-Carrée, le club subit la première défaite de sa saison en championnat si l'on excepte celle qui eut lieu lors du premier tour régionale en Coupe de France. Cette rencontre fut particulièrement haletante tant le scénario et le score rendirent le résultat indécis jusqu'à la fin. Pourtant les damiers supérieurs techniquement n'eurent aucun mal à prendre les devants en manquant deux buts dès le premier quart-d'heure par l'intermédiaire de Mattei à la douzième minute de jeu et Kaci à la quinzième. Les kabyles tentent de réagir et Kouffi sur une contre-attaque s'échappe pénètre dans la surface et se fait faucher dangereusement par le défenseur Pasquier qui est expulsé. Hassoune tire le pénalty et réduit donc l'écart à deux buts à un. En fin de première mi-temps, la JS Kabylie requinqué par ce but et sa supériorité numérique fait le forcing devant les bois du Racing qui résiste plutôt bien. À la quarantième minute une contre attaque mené par les damiers permet à Kaci de marquer son deuxième but de la partie et aggrave le score à trois buts à un à la mi-temps. Au retour des vestiaires, les spectateurs assistent à une attaque défense. Le forcing paye et Hassoune aussi y va de son doublée en inscrivant le deuxième but de son équipe à la soixante-deuxième minute. Malheureusement malgré la supériorité numérique des kabyles le score restera inchangé et la partie se terminera sur le score de trois buts à deux en faveur du Racing.
Le match comptant pour la quatrième journée de championnat verra la JS Kabylie connaître enfin sa première victoire de la saison sur le terrain, se sera face à l'OCB Oued-Fodda, si l'on excepte bien évidemment la décision qui eut lieu lors de la première journée lui donnant victoire par pénalité. Après une première mi-temps stérile et peu digne d'intérêt, Gadir marquera le premier but kabyle à la soixantième minute de jeu seulement à la suite d'un corner tiré par Iratni Saïd qui réalise la sa deuxième passe décisive de la saison. Les joueurs de Campenon-Bernard n'en démordent pas et parviennent à égaliser grâce à Chaouch trois minutes plus tard, en grande partie aidé par la faute de main du goal kabyle Abtouche qui laissera le cuir lui glisser des mains. Sans doute vexé de s'être fait rejoint alors qu'ils maîtrisaient ce match, les kabyles redoublent d'effort et finissent par prendre l'avantage par Gadir encore une fois qui profite d'un cafouillage dans la défense pour marquer son second but de la partie. Score final deux buts à un.
La journée suivante qui se déroula le 31 octobre 1954 marqua la deuxième défaite de la saison pour la JS Kabylie qui s'inclina deux buts à un face au WR Belcourt. Pourtant se sont les kabyles qui scorèrent les premiers grâce à Hassoune qui profite à la trente-cinquième minute de jeu d'un coup franc d'Iratni Saïd renvoyé par la barre en marquant victorieusement. Trente secondes avant la fin de la première mi-temps les belcourtois égalisent par Aït Sadâa. Boutouil marquera le second but du Widad qui arrache finalement la victoire après avoir très mal débuté au grand désespoir de la JSK.
| Dates             | Horaires      | Journées    | Adversaires      | Lieux des rencontres                          | Scores | Buts JSK                                                                  | Références           |
| ----------------- | ------------- | ----------- | ---------------- | --------------------------------------------- | ------ | ------------------------------------------------------------------------- | -------------------- |
| 12 septembre 1954 | 15 h 30 UTC+1 | 1re journée | OM Saint-Eugène  | Stade Communal de Saint-Eugène (Saint-Eugène) | 3-1    | Néant                                                                     | [ Rapport match 1 ]  |
| 26 septembre 1954 | 15 h 30 UTC+1 | 2e journée  | USM Marengo      | Stade Municipal Arsène Weinman (Tizi Ouzou)   | 1-1    | Kouffi 15e                                                                | [ Rapport match 2 ]  |
| 10 octobre 1954   | 15 h 30 UTC+1 | 3e journée  | RC Maison-Carrée | Stade Lavigerie (Maison-Carrée)               | 3-2    | Hassoune 32e (pen.) et 62e (pen.)                                         | [ Rapport match 3 ]  |
| 17 octobre 1954   | 15 h 30 UTC+1 | 4e journée  | OCB Oued-Fodda   | Stade Municipal Arsène Weinman (Tizi Ouzou)   | 2-1    | Gadir 60e et 88e                                                          | [ Rapport match 4 ]  |
| 31 octobre 1954   | 15 h 30 UTC+1 | 5e journée  | WR Belcourt      | Stade Curtillet (Curtillet)                   | 2-1    | Hassoune 35e                                                              | [ Rapport match 5 ]  |
| 14 novembre 1954  | 15 h 30 UTC+1 | 6e journée  | O Littoral       | Stade Municipal Arsène Weinman (Tizi Ouzou)   | 7-0    | Raffaï 1re et 85e, Kouffi 24e et 82e, · Iratni Saïd 30e et 65e, Kadri 45e | [ Rapport match 6 ]  |
| 21 novembre 1954  | 15 h 30 UTC+1 | 7e journée  | JS El Biar       | Stade de El-Biar (El-Biar)                    | 1-1    | Cherrak 75e                                                               | [ Rapport match 7 ]  |
| 28 novembre 1954  | 15 h 30 UTC+1 | 8e journée  | RU Alger         | Stade Municipal Arsène Weinman (Tizi Ouzou)   | 0-1    | -                                                                         | [ Rapport match 8 ]  |
| 5 décembre 1954   | 15 h 30 UTC+1 | 9e journée  | NA Hussein-Dey   | Stade de Hussein-Dey (Hussein-Dey)            | 1-2    | Kouffi 46e, Hassoune 75e                                                  | [ Rapport match 9 ]  |
| 19 décembre 1954  | 15 h 30 UTC+1 | 10e journée | GS Orléansville  | Stade Municipal Arsène Weinman (Tizi Ouzou)   | 0-4    | -                                                                         | [ Rapport match 10 ] |
| 26 décembre 1954  | 15 h 30 UTC+1 | 11e journée | ÉS Zéralda       | Stade de Zéralda (Zéralda)                    | 2-2    | Cherrak et                                                                | [ Rapport match 11 ] |

Le 14 novembre 1954, la JS Kabylie reçoit à Tizi Ouzou l'O Littoral pour le compte de la sixième journée de championnat de la Promotion Honneur. Cette rencontre constitue sans doute le match le plus abouti de la saison pour l'équipe kabyle qui réalise là un record en inscrivant pas moins de sept buts pour aucun de concédé. Durant cette rencontre la JSK fera étalage de sa nette supériorité dans tous les compartiments du jeu face à son adversaire du jour. Les olympiens dépassés par la vitesse d'exécution des locaux encaissèrent le premier but par Raffaï dès la première minute de jeu. Celui-ci récidivera en fin de partie à la quatre-vingt-cinquième pour le septième et dernier but de son équipe et ainsi réaliser un doublée. Le deuxième but de la partie interviendra à la vingt-quatrième minute de jeu par Kouffi qui récidivera plus tard lui aussi à la quatre-vingt-deuxième minute pour le sixième but et par la même occasion effectuer un doublée. Six minute après le deuxième but de la partie, le troisième est marqué par l'inusable Iratni Saïd qui aggrave le score et qui comme ses deux coéquipiers réalisera lui aussi un doublée en marquant de nouveau en seconde période à la soixante-cinquième minute pour le cinquième but. En fin de première mi-temps Kadri augmentera la marque à quatre à zéro. Le calvaire pour les olympiens prendra fin sur une véritable correction de sept buts à zéro soit, trois doublées plus un but, constituant un record jamais vu à ce niveau dans cette division nouvellement créée.
La septième journée de championnat sera un véritable coup d'arrêt pour la JSK qui n'aura pas profité de l'élan de la journée précédente pour continuer sur sa lancée. Sur le terrain de la JS El Biar, les kabyles déjouèrent face à son homologue d'El Biar qui réussit à contrôler efficacement l'entre-jeu. Si la première mi-temps se termine sur le score nul et vierge de zéro à zéro, en seconde mi-temps se sera la JSEB qui prendra les devants à la soixante-neuvième minute grâce à Boukerche. Alors que l'on s'acheminait sur ce score d'un but à zéro en faveur des locaux, la JS Kabylie parvient malgré tout a égalisé par l'intermédiaire de Cherrak qui de la tête reprend un centre sur corner tiré par Hassoune, score final un but partout.
Le 28 novembre 1954, la JS Kabylie reçoit sur son terrain pour le compte de la huitième journée la section football du RU Alger, une véritable institution dans le sport et le football algérois en cette époque coloniale. Cette formation historique et pionnière, habituée à la Division Honneur, connut pour la première fois la saison passée l'amertume de la relégation. L'équipe constituée majoritairement d'universitaires peine à s'affirmer sur le plan technique et se déplace à Tizi Ouzou avec tous les pronostics en leur défaveur. La JSK ne fit aucun complexe vis-à-vis de celle-ci et attaqua à outrance sans lui laisser de répit. Et pourtant elle se fait surprendre à la cinquième-sixième minute de jeu par Ribblès qui profitant d'une contre-attaque marqua contre le cours du jeu. Malgré les efforts répétés des kabyles, le score demeura inchangé un but à zéro en faveur du Racing, constituant la principale surprise de cette journée.
La JS Kabylie renoue avec la victoire lors de la neuvième journée en sur le terrain d'Hussein-Dey. Pourtant se sont les locaux du NA Hussein Dey qui ouvriront la marque dès la deuxième minute de jeu par l'intermédiaire de Berkani. L'équipe d'Hussein-Dey, ménage ses efforts et parvient à conserver l'avantage jusqu'à la pause citron. De retour des vestiaires, les kabyles bien en place attaquent d'entrée et parviennent à trouver la faille à la quarante-sixième minute de jeu. C'est Kouffi qui une fois de plus s'illustre et permet de niveler la marque. La suite de la partie restera très équilibré entre les deux équipes très proche l'un de l'autre. Finalement à la soixante-quinzième minute de jeu, un coup franc surpuissant d'Hassoune tiré au-delà des dix-huit mètres adverses permet à la JSK de mener à la marque par deux buts à un, score qui restera inchangé jusqu'au terme de la rencontre.
La journée suivante, les kabyles retombent dans leurs travers et s'inclinent lourdement. Ce fut le 19 décembre 1954 face au GS Orléansville à Tizi Ouzou pour le compte de la dixième journée de championnat. L'équipe d'Orléansville connut pourtant un grave sinistre avec durant le mois d'octobre un séisme qui frappa la région. Celui-ci occasionna de grands dégâts matérielles en particulier le stade de la ville. Le GS Orléansville fut contraint de ne pas jouer trois rencontres en championnat à cause de ce sinistre. Elle se présente face à la JSK avec son équipe au complet fait étalage de toute sa dextérité technique. Les kabyles dépassées ne purent que constater que la supériorité technique de leur adversaire pensionnaire l'an passé de la Division Honneur et grand habitué de ce niveau. Bernabeu à la vingtième marque le premier but orléansvillois et permet à son équipe de mener à la mi-temps un but à zéro. En seconde période Bouzid, Ferradji et Daoud aggraveront la marque, score final quatre buts à zéro.
La onzième et dernière journée de la phase aller qui eut lieu le 26 décembre 1954, face à l'ÉS Zéralda vit la JS Kabylie arraché le nul in extremis. Un effet notable est à l'origine de ce score de parité de deux buts partout car on se dirigeait vers une victoire de l'Étoile sportive. Le score à la mi-temps était de deux buts à zéro en faveur des locaux. Le second half, le gardien zéraldéen Schneider se blesse, les remplacements sur blessure n'étant pas autorisé à cette époque, le défenseur Simo prend sa place et l'équipe locale évolue en infériorité numérique. Cherrak par deux fois nivela le score pour ramener deux points de ce déplacement et confortera la troisième place au classement de la JSK.

#### Classement à la trêve hivernale
À l'issue de cette  première partie de championnat, la JS Kabylie se place au troisième rang à trois points du leader. Ce résultat semble intéressent car une lutte à la fois pour le titre et l'accession en Division Honneur semble envisageable quand on sait que seuls les deux premiers du classement accéderont.
En bas de classement, la lutte pour le maintien s'annonce rude car trois équipes se tiennent en un point que sont l'ÉS Zéralda, le NA Hussein Dey et le WR Belcourt.
Le classement est établi sur le barème de points de l'époque coloniale, c'est-à-dire qu'une victoire vaut trois points, un match nul deux points et la défaite est à un point .
| Rang | Équipe           | Pts | J  | G | N | P | Bp | Bc | Diff |
| ---- | ---------------- | --- | -- | - | - | - | -- | -- | ---- |
| 1    | RU Alger         | 25  | 11 | 6 | 2 | 3 | 17 | 11 | +6   |
| 2    | OCB Oued Fodda   | 24  | 10 | 6 | 2 | 2 | 24 | 14 | +10  |
| 3    | JS Kabylie       | 22  | 11 | 4 | 3 | 4 | 19 | 17 | +2   |
| 4    | OM Saint-Eugène  | 22  | 11 | 4 | 3 | 4 | 16 | 24 | -8   |
| 5    | RC Maison-Carrée | 22  | 11 | 4 | 3 | 4 | 13 | 15 | -2   |
| 6    | JS El Biar       | 21  | 11 | 3 | 4 | 4 | 15 | 12 | +3   |
| 7    | GS Orléansville  | 20  | 8  | 5 | 2 | 1 | 17 | 12 | +5   |
| 8    | USM Marengo      | 20  | 10 | 2 | 6 | 2 | 10 | 12 | -2   |
| 9    | O Littoral       | 20  | 11 | 3 | 3 | 5 | 10 | 25 | -15  |
| 10   | ÉS Zéralda       | 19  | 11 | 2 | 4 | 5 | 18 | 19 | -1   |
| 11   | NA Hussein Dey   | 19  | 11 | 1 | 6 | 4 | 8  | 11 | -3   |
| 12   | WR Belcourt      | 18  | 10 | 2 | 4 | 4 | 10 | 17 | -7   |

- Champion de Promotion Honneur

- Vice-champion de Promotion Honneur

- Relégué

Il est à noter aussi qu'en raison du tremblement de terre survenue à Orléansville durant le mois d'octobre, de nombreuses rencontres furent reportées en raison des dégâts matériels. Ainsi le GS Orléansville, club sinistré, enregistre trois matchs en retard et se classe pour le moment à la septième place avec huit matchs joués seulement.

#### Phase retour
| Dates           | Horaires      | Journées    | Adversaires      | Lieux des rencontres                           | Scores | Buts JSK                              | Références           |
| --------------- | ------------- | ----------- | ---------------- | ---------------------------------------------- | ------ | ------------------------------------- | -------------------- |
| 26 janvier 1955 | 15 h 30 UTC+1 | 12e journée | OM Saint-Eugène  | Stade Municipal Arsène Weinman Tizi Ouzou      | 3-1    | Cherrak 25e et 57e, Iratni Saïd 47e   | [ Rapport match 12 ] |
| 30 janvier 1955 | 15 h 30 UTC+1 | 13e journée | USM Marengo      | Stade de Marengo (Marengo)                     | 2-2    | Azoug 22e, Kouffi 75e                 | [ Rapport match 13 ] |
| 14 février 1955 | 15 h 30 UTC+1 | 14e journée | WR Belcourt      | Stade Municipal Arsène Weinman Tizi Ouzou      | 1-1    | ?? 40e                                | [ Rapport match 14 ] |
| 20 février 1955 | 15 h 30 UTC+1 | 15e journée | OCB Oued-Fodda   | Stade de Campenon-Bernard Oued Fodda           | 0-3    | Iratni Saïd 35e et 50e, Hassoune 60e  | [ Rapport match 15 ] |
| 27 février 1955 | 15 h 30 UTC+1 | 16e journée | RC Maison-Carrée | Stade Municipal Arsène Weinman Tizi Ouzou      | 1-0    | Gadir 75e                             | [ Rapport match 16 ] |
| 6 mars 1955     | 15 h 30 UTC+1 | 17e journée | O Littoral       | Stade Municipal de Castiglione Castiglione     | 0-3    | Gadir 36e, Iratni Hadj 63e, Laffi 88e | [ Rapport match 17 ] |
| 27 mars 1955    | 15 h 30 UTC+1 | 18e journée | JS El Biar       | Stade Municipal Arsène Weinman Tizi Ouzou      | 1-0    | Cherrak 24e                           | [ Rapport match 18 ] |
| 3 avril 1955    | 15 h 30 UTC+1 | 19e journée | RU Alger         | Stade de Hussein-Dey (Hussein-Dey)             | 2-1    | Cherrak 46e                           | [ Rapport match 19 ] |
| 17 avril 1955   | 15 h 30 UTC+1 | 20e journée | NA Hussein Dey   | Stade Municipal Arsène Weinman Tizi Ouzou      | 1-2    | ??                                    | [ Rapport match 20 ] |
| 24 avril 1955   | 15 h 30 UTC+1 | 21e journée | GS Orléansville  | Stade Municipal de Orléansville (Orléansville) | 1-0    | -                                     | [ Rapport match 21 ] |
| 8 mai 1955      | 15 h 30 UTC+1 | 22e journée | ÉS Zéralda       | Stade Municipal Arsène Weinman Tizi Ouzou      | 1-1    | Kadri 40e                             | [ Rapport match 22 ] |

#### Classement final
À l'issue du championnat, la JS Kabylie malgré une bonne saison, finit au quatrième rang à neuf points du leader. Ce résultat ne lui permet pas d'accéder en Division Honneur, car seuls les deux premiers au classement y accèdent.
Le classement est établi sur le barème de points utilisé durant l'époque coloniale, c'est-à-dire qu'une victoire vaut trois points, un match nul deux points et la défaite est à un point .
| Rang | Équipe           | Pts | J  | G  | N  | P  | Bp | Bc | Diff |
| ---- | ---------------- | --- | -- | -- | -- | -- | -- | -- | ---- |
| 1    | GS Orléansville  | 56  | 22 | 14 | 7  | 1  |    |    |      |
| 2    | RU Alger         | 50  | 22 | 11 | 6  | 5  |    |    |      |
| 3    | OCB Oued Fodda   | 49  | 21 | 9  | 10 | 2  |    |    |      |
| 4    | JS Kabylie       | 47  | 22 | 10 | 5  | 7  | 41 | 28 | +13  |
| 5    | NA Hussein Dey   | 44  | 22 | 7  | 8  | 7  |    |    |      |
| 6    | OM Saint-Eugène  | 44  | 22 | 7  | 8  | 7  |    |    |      |
| 7    | RC Maison-Carrée | 44  | 22 | 8  | 6  | 8  |    |    |      |
| 8    | JS El Biar       | 41  | 22 | 3  | 9  | 8  |    |    |      |
| 9    | USM Marengo      | 41  | 22 | 4  | 11 | 7  |    |    |      |
| 10   | WR Belcourt      | 40  | 22 | 3  | 8  | 9  |    |    |      |
| 11   | ÉS Zéralda       | 37  | 22 | 4  | 7  | 11 |    |    |      |
| 12   | O Littoral       | 33  | 22 | 3  | 7  | 12 |    |    |      |

- Champion de Promotion Honneur

- Vice-champion de Promotion Honneur

- Relégué

### Parcours en Coupe de France de football
Il s'agit de la première participation de son histoire en Coupe de France.
| Date           | Horaire       | Tour            | Adversaire    | Lieu de la rencontre                      | Score | Buts JSK        | Référence            |
| -------------- | ------------- | --------------- | ------------- | ----------------------------------------- | ----- | --------------- | -------------------- |
| 3 octobre 1954 | 14 h 00 UTC+1 | Tour régional 1 | O Hussein-Dey | Stade des Issers (Issersville-les-Issers) | 2-1   | Saïd Iratni 51e | [ Rapport match 23 ] |

### Parcours en Coupe Forconi de football
Forte de son statut d'équipe de Promotion Honneur et de sa qualité de participant à la Coupe de France, la JS Kabylie débuta la compétition au 5e tour face à l'US Aumale.
| Dates           | Horaires      | Tours  | Adversaires   | Lieux des rencontres                      | Scores | Buts JSK                  | Références           |
| --------------- | ------------- | ------ | ------------- | ----------------------------------------- | ------ | ------------------------- | -------------------- |
| 24 octobre 1954 | 14 h 15 UTC+1 | Tour 5 | US Aumale     | Stade de Ménerville (Ménerville)          | 2-1    | Taffer 20e, Hamoutène 56e | [ Rapport match 24 ] |
| 7 novembre 1954 | 14 h 15 UTC+1 | Tour 6 | O Hussein-Dey | Stade des Issers (Issersville-les-Issers) | 0-1    | -                         | [ Rapport match 25 ] |

## Buteurs
| Joueurs     | Championnat | Coupe de France | Coupe Forconi | Total |
| ----------- | ----------- | --------------- | ------------- | ----- |
| Cherrak     | 7           | 0               | 0             | 7     |
| Iratni Said | 5           | 0               | 1             | 6     |
| Kouffi      | 5           | 0               | 0             | 5     |
| Hassoune    | 5           | 0               | 0             | '5    |
| Gadir       | 4           | 0               | 0             | 4     |
| Raffaï      | 2           | 0               | 0             | 2     |
| Kadri       | 2           | 0               | 0             | 2     |
| Azoug       | 1           | 0               | 0             | 1     |
| Iratni Hadj | 1           | 0               | 0             | 1     |
| Laffi       | 1           | 0               | 0             | 1     |
| Taffer      | 0           | 0               | 1             | 1     |
| Hamoutène   | 0           | 0               | 1             | 1     |
| Total       | 33          | 0               | 2             | 35    |

## Voir également
- Jeunesse sportive de Kabylie